# فرودگاه کوکولا-پیتارساری
فرودگاه کوکولا-پیتارساری  (به انگلیسی: Kokkola-Pietarsaari Airport) (به زبان بومی: Karleby-Jakobstad flygplats) یک فرودگاه همگانی مسافربری با کد یاتا KOK است که یک باند فرود آسفالت دارد و طول باند آن ۲۵۰۰ متر است. این فرودگاه در کشور فنلاند قرار دارد و در ارتفاع ۲۶ متری از سطح دریا واقع شده است.

## شرکت‌های هواپیمایی و مقصدهای پروازی
| شرکت‌های هواپیمایی         | مقصدهای پروازی                   |
| ------------------------- | -------------------------------- |
| ایجین ایرلاینز            | چارتر فصلی: خانیا                |
| نکست‌جت                    | استکهلم-آرلاندا                  |
| نوردیک رجیونال ایرلاینز   | هلسینکی، کمی تورنیو              |
| اسکنجت اجرا توسط انتر ایر | چارتر فصلی: زادر                 |
| پریمرا ایر                | چارتر فصلی: گرن کناریا، لا پالما |